# Chi Tu hú
Chi Tu hú (danh pháp khoa học: Eudynamys) là một chi chứa các loài chim dạng cu cu sinh sống tại châu Á, Úc và trên các hòn đảo trong Thái Bình Dương. Chúng là các loài chim dị hình giới tính lớn ăn quả và côn trùng, có tiếng kêu to dễ phân biệt. Chúng là chim đẻ nhờ, đẻ trứng của mình vào tổ của các loài chim khác, đặc biệt vào tổ của các loài chim dạng sẻ.

## Phân loại
Phân loại cho phức hợp tu hú [thông thường] (Eudynamys scolopaceus) là rất khó và hiện vẫn là vấn đề gây tranh cãi, với một số nhà phân loại chỉ công nhận 1 loài (tu hú thông thường (Eudynamys scolopaceus) còn melanorhynchus và orientalis được coi là các phân loài), hai loài (tu hú thông thường (Eudynamys scolopaceus với orientalis là phân loài của nó) cùng tu hú mỏ đen (Eudynamys melanorhynchus)) hay ba loài, như xử lý dưới đây.
- Chi Eudynamys - tu hú
  - Eudynamys scolopaceus[1] - Tu hú châu Á, Tu hú thường
  - Eudynamys melanorhynchus[1] - Tu hú mỏ đen
  - Eudynamys orientalis - Tu hú Thái Bình Dương
    - Eudynamys (orientalis) cyanocephalus[1] - Tu hú Úc

  - Eudynamys taitensis - Tu hú đuôi dài
  - Eudynamis cf. taitensis - Tu hú đảo Henderson (chim tiền sử)

## Hình ảnh

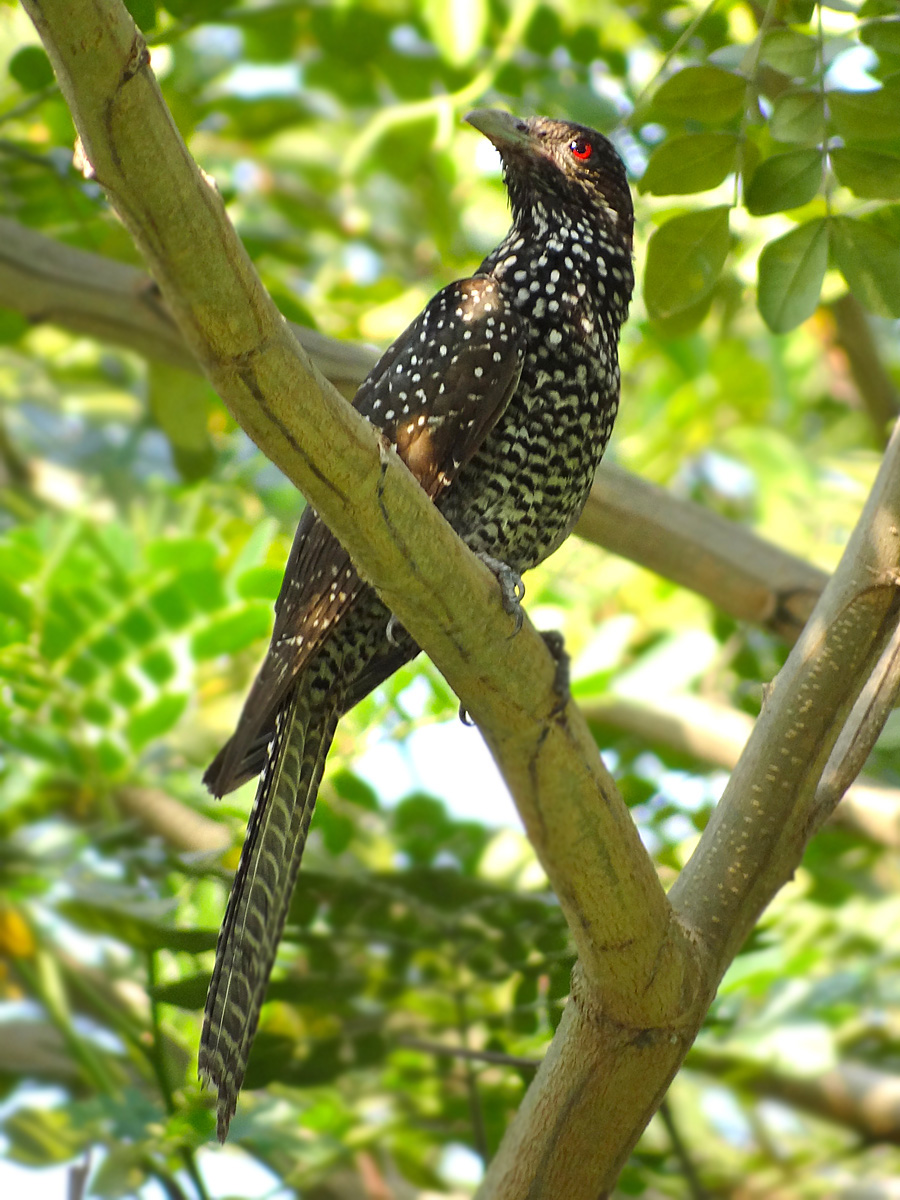
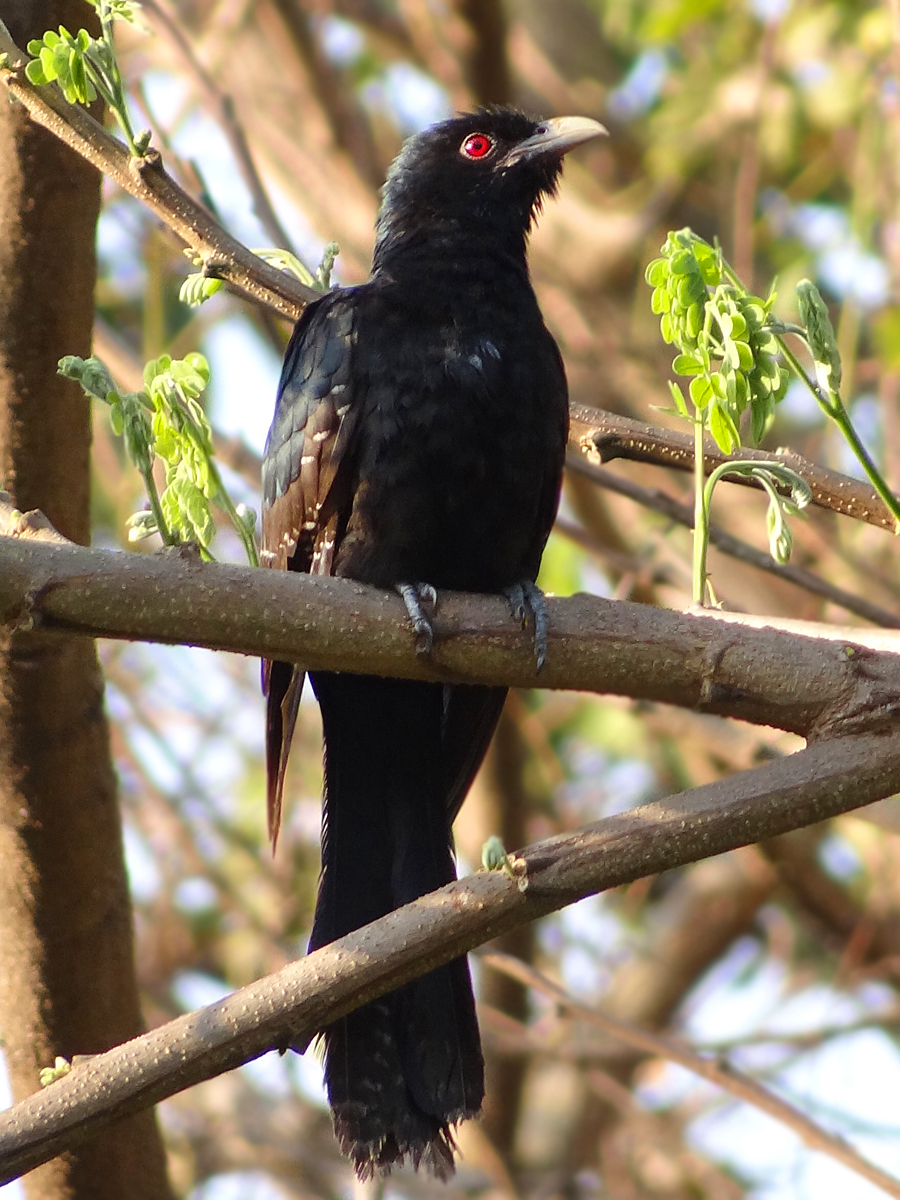
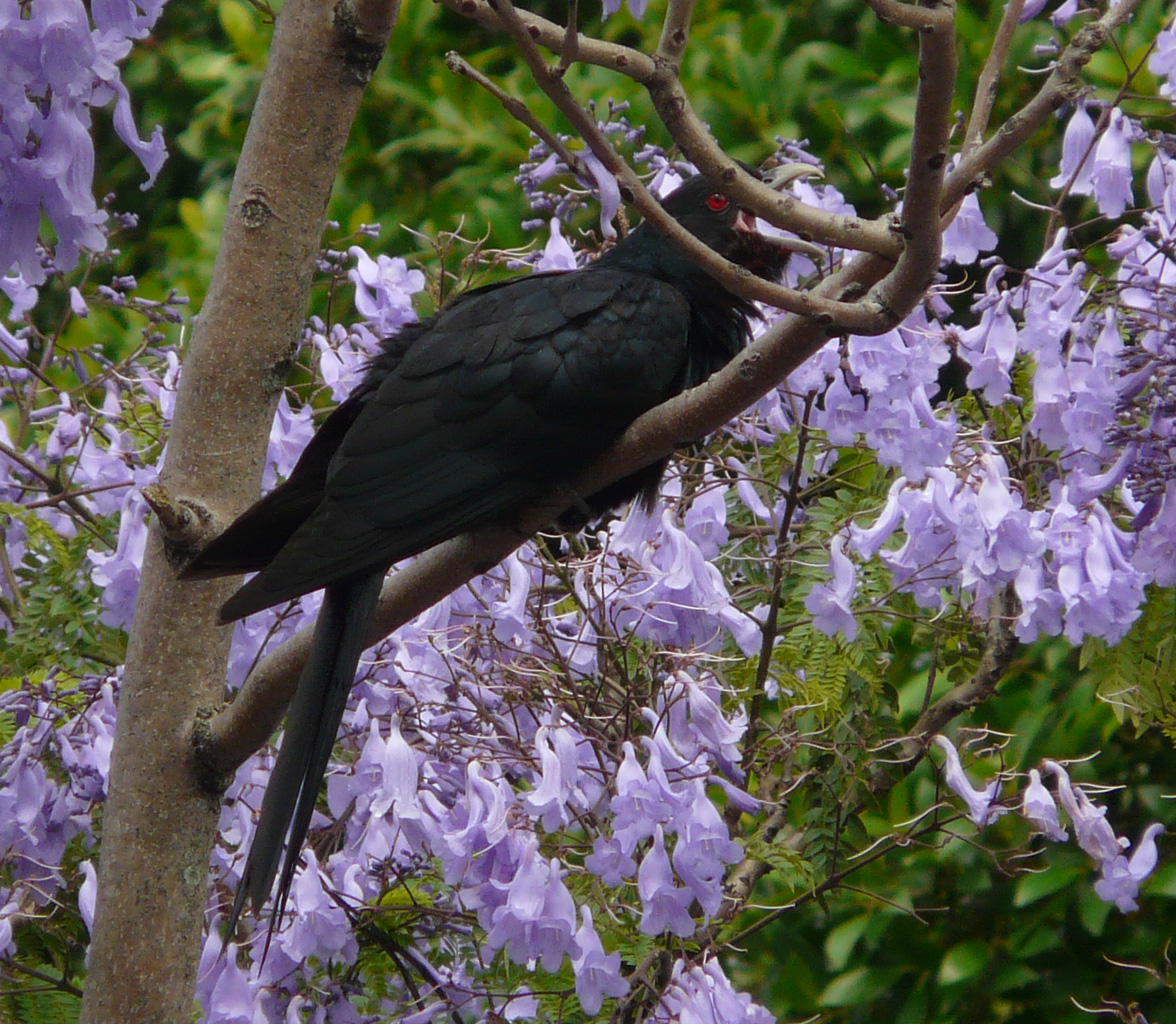
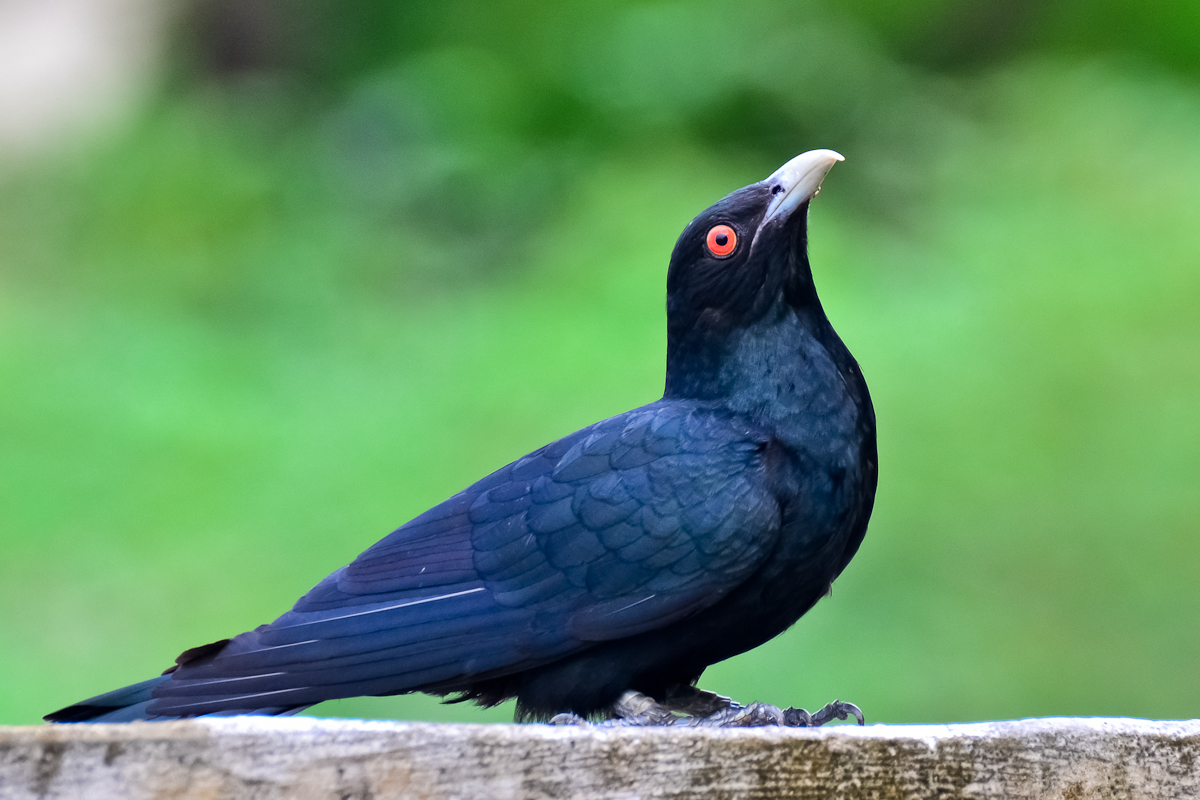